# ISO 3166-2:GT
ISO 3166-2:GT — стандарт Международной организации по стандартизации, который определяет геокоды. Является подмножеством стандарта ISO 3166-2, относящимся к Гватемале. Стандарт охватывает 22 департамента Гватемалы. Каждый геокод состоит из двух частей: кода Alpha2 по стандарту ISO 3166-1 для Гватемалы — GT и дополнительного кода, записанных через дефис. Дополнительный двухбуквенный код образован созвучно: названию, аббревиатуре названия провинции. Геокоды департаментов Гватемалы являются подмножеством кодов домена верхнего уровня — GT, присвоенного Гватемале в соответствии со стандартами ISO 3166-1.

## Геокоды Гватемалы
Геокоды 22 департаментов административно-территориального деления Гватемалы.
| Геокод | Административная единица | Статус      |
| ------ | ------------------------ | ----------- |
| GT-AV  | Альта-Верапас            | департамент |
| GT-BV  | Баха-Верапас             | департамент |
| GT-CM  | Чимальтенанго            | департамент |
| GT-CQ  | Чикимула                 | департамент |
| GT-PR  | Прогресо                 | департамент |
| GT-ES  | Эскуинтла                | департамент |
| GT-GU  | Гватемала                | департамент |
| GT-HU  | Уэуэтенанго              | департамент |
| GT-IZ  | Исабаль                  | департамент |
| GT-JA  | Халапа                   | департамент |
| GT-JU  | Хутьяпа                  | департамент |
| GT-PE  | Петен                    | департамент |
| GT-QZ  | Кесальтенанго            | департамент |
| GT-QC  | Киче                     | департамент |
| GT-RE  | Реталулеу                | департамент |
| GT-SA  | Сакатепекес              | департамент |
| GT-SM  | Сан-Маркос               | департамент |
| GT-SR  | Санта-Роса               | департамент |
| GT-SO  | Солола                   | департамент |
| GT-SU  | Сучитепекес              | департамент |
| GT-TO  | Тотоникапан              | департамент |
| GT-ZA  | Сакапа                   | департамент |

## Геокоды пограничных Гватемале государств
- Мексика — ISO 3166-2:MX (на севере),
- Белиз — ISO 3166-2:BZ (на востоке),
- Гондурас — ISO 3166-2:HN (на востоке),
- Сальвадор — ISO 3166-2:SV (на юго-востоке).